# Tilskæring
Tilskæring er et teknik inden for tøjdesign, der oprindeligt betyder det at tilskære, at klippe stoffet. Men i dag er tilskæring et af de mest brugte ord for det at konstruere et stykke tøj. Når man tilskærer, laver man selve mønsteret/skabelonen til et stykke tøj. Man laver det i papir eller på pap, og man kan enten lave det i hånden med blyant eller på computer i et CAD/CAM-system. 
| Tøj | Spire Denne artikel om tøj, sko eller lignende er en spire som bør udbygges. Du er velkommen til at hjælpe Wikipedia ved at udvide den. |